# Ga Bakchon
Ga Bakchon là ga tàu điện ngầm trên Tuyến 1 của Tàu điện ngầm Incheon.

## Bố trí ga
| Gyulhyeon ↑      |
| \| S/B \| N/B \| |
| ↓ Imhak          |

| Hướng Bắc | ● Incheon tuyến 1 | ← Hướng đi Gyeyang                             |
| Hướng Nam | ● Incheon tuyến 1 | → Hướng đi Công viên lễ hội ánh trăng Songdo → |

## Vùng lân cận
- Lối thoát 1: Bakchon-dong, Dongyang-dong
- Lối thoát 2: Trường phổ thông Yeil, trường trung học Bangchook, trường tiểu học Yangchon, trường trung học Yangchon
- Lối thoát 3: Gyeyang Nonghyup
- Lối thoát 4: Trường tiểu học Soyang